# Первый Факультативный протокол к Международному пакту о гражданских и политических правах

Стороны Первого Факультативного протокола к Международному пакту о гражданских и политических правах
Подписавшие и ратифицировавшие
подписавшие, но не ратифицировавшие
не подписавшие и не ратифицировавшие

Первый Факультативный протокол к Международному пакту о гражданских и политических правах — это международный договор, устанавливающий механизм подачи индивидуальных жалоб в соответствии с Международным пактом о гражданских и политических правах (МПГПП). Он был принят Генеральной Ассамблеей ООН 16 декабря 1966 г. и вступил в силу 23 марта 1976 г. По состоянию на май 2020 года у него было 35 подписавших сторон и 116 государств-участников. Три ратифицировавших его государства — Ямайка, Тринидад и Тобаго, Беларусь — денонсировали протокол.

## Краткое содержание
Факультативный протокол устанавливает механизм подачи индивидуальных жалоб на нарушение прав, предусмотренных МПГПП, аналогичный механизмам Факультативного протокола к Конвенции о правах лиц с инвалидностью и статьи 14 Конвенции о ликвидации всех форм расовой дискриминации. Стороны соглашаются признать компетенцию Комитета ООН по правам человека рассматривать жалобы от лиц, утверждающих, что их права в соответствии с Пактом были нарушены. Заявители должны исчерпать все внутренние средства правовой защиты, анонимные жалобы не принимаются. Комитет должен довести жалобу до сведения соответствующей стороны, которая должна дать ответ в течение шести месяцев. После рассмотрения Комитет должен направить свои выводы стороне и заявителю.
Хотя это прямо не предусмотрено в Протоколе, КПЧ рассматривает признание его компетенции рассматривать жалобы как налагающее обязательство не препятствовать доступу к Комитету и не допускать каких-либо мер преследования в отношении заявителей. Его выводы — авторитетные определения обязательств по Пакту, а их принятие — как необходимое для обеспечения «эффективного средства правовой защиты» в соответствии со статьей 2 МПГПП.
Для вступления в силу Факультативного протокола требуется десять ратификаций.

## Оговорки
Ряд сторон сделали оговорки и заявления о толковании в отношении применения ими Факультативного протокола.
Австрия не признает юрисдикцию КПЧ рассматривать жалобы, которые уже были рассмотрены Европейской комиссией по правам человека.
Чили, Хорватия, Сальвадор, Франция, Германия, Гватемала, Мальта, Россия, Словения, Шри-Ланка и Турция считают, что Факультативный протокол применяется только к жалобам, которые возникли после его вступления в силу для этих стран.
Хорватия, Дания, Франция, Германия, Исландия, Ирландия, Италия, Люксембург, Мальта, Норвегия, Польша, Румыния, Россия, Словения, Испания, Шри-Ланка, Швеция, Турция и Уганда не признают юрисдикцию КПЧ рассматривать жалобы, которые уже были рассмотрены в рамках другой международной процедуры рассмотрения жалоб.
Германия и Турция не признают юрисдикцию КПЧ рассматривать жалобы на основании статьи 26 МПГПП, касающейся дискриминации и равенства перед законом, за исключением тех случаев, когда они касаются прав, прямо закрепленных в Пакте.
Гайана и Тринидад и Тобаго не признают юрисдикцию КПЧ рассматривать жалобы, касающиеся применения ими смертной казни.
Венесуэла не признает компетенцию КПЧ рассматривать жалобы на заочные судебные процессы по преступлениям против республики.

## Решения
- Waldman v. Канада (1999) — религиозная дискриминация при финансировании школ.
- Diergaardt v. Намибия (2000) — языковая дискриминация в общении с властями.
- Ignatāne v. Латвия (2001) — необъективный способ оценки владения официальным языком кандидата на выборах.